# 昂蒂尼亚克 (上加龙省)
昂蒂尼亚克（法語：Antignac，法語發音：[ɑ̃tiɲak]）是法国上加龙省的一个市镇，属于圣戈当区。

## 地理
昂蒂尼亚克（42°49'34"N, 0°36'0"E）面积5.8 平方千米，位于法国奧克西塔尼大區上加龙省，该省份为法国西南部内陆省份，西南端与西班牙接壤，自此顺时针与上比利牛斯省、热尔省、塔恩-加龙省、塔恩省、奥德省和阿列日省接壤。
与昂蒂尼亚克接壤的市镇（或旧市镇、城区）包括：锡耶德吕雄、穆斯塔容、萨库尔维耶勒、圣保罗杜韦伊、萨勒和普拉特维耶勒、瑞泽德吕雄。

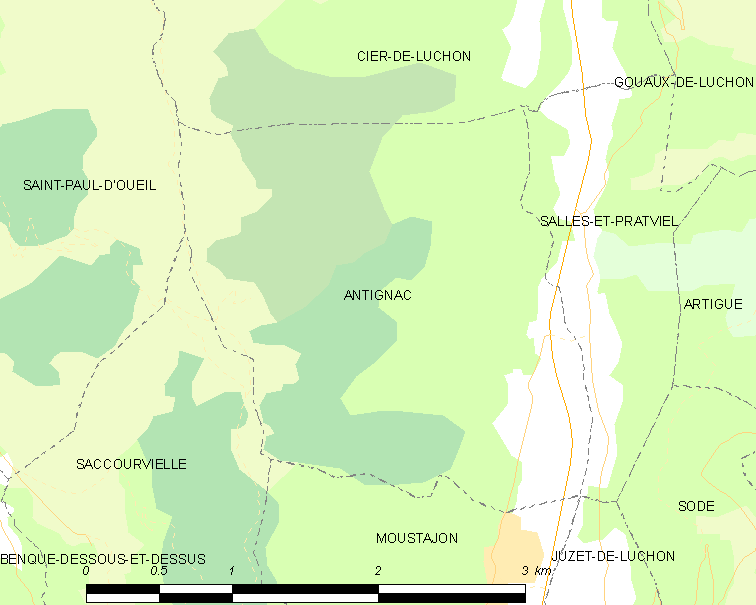
的OSM定位图

昂蒂尼亚克的时区为UTC+01:00、UTC+02:00（夏令时）。

## 行政
昂蒂尼亚克的邮政编码为31110，INSEE市镇编码为31010。

## 政治
昂蒂尼亚克所属的省级选区为巴涅尔德吕雄县。

## 人口

1962-2008年间人口变化图示

昂蒂尼亚克于2022年1月1日时的人口数量为86人。